# Plewa

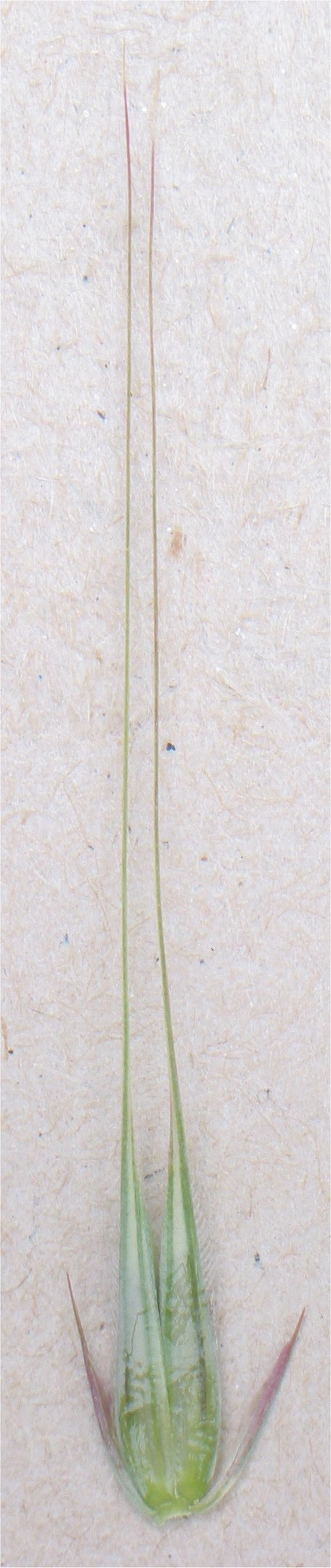
Dwukwiatowy kłosek żyta. Widoczne dwie plewy i dwa ziarniaki osłonięte plewkami dolnymi zakończonymi długą ością

Plewa (łac. glumae) – u roślin, głównie u gatunków z rodziny wiechlinowatych, niewielki, łódeczkowatego kształtu, zielony lub bezzieleniowy liść (podsadka) wyrastający u podstawy kłosków. Przeważnie występują dwie plewy: plewa dolna (łac. gluma interior) i plewa górna (gluma superior), rzadziej jedna (np. u życicy) lub więcej niż dwie (np. 4 u mozgi). U niektórych gatunków plewy są większe od plewek i obejmują kłosek (np. owies), u innych są mniejsze od plewek i tylko podpierają kłoski (np. żyto).